# Riverview, Queensland
Riverview är en förort till Ipswich i Australien. Den ligger i kommunen Ipswich och delstaten Queensland, omkring 23 kilometer sydväst om delstatshuvudstaden Brisbane. Antalet invånare är 3 337.